# Paindlkofen
Paindlkofen ist ein Ortsteil des Marktes Ergoldsbach im niederbayerischen Landkreis Landshut. 

## Lage
Das Kirchdorf Paindlkofen liegt etwa sechs Kilometer östlich des Zentrums von Ergoldsbach. Südlich davon verläuft die BAB 92.

## Geschichte
Zwei vorgeschichtliche Grabhügel nordöstlich des Ortes geben Zeugnis von der frühen Besiedelung der Gegend. 1296 als Painelchoven erstmals in Urkunden erwähnt, wird der Ort 1333 als Painelkirchen im Rahmen eines Kaufes genannt.
Erste Nachrichten über die Hofmark Paindlkofen stammen aus dem 15. Jahrhundert. 1425 verkaufte Erhard Hauner die von seinem Vetter Ruger dem Hauner ererbte Hofmark an seinen Vetter Peter den Flexöder. Lienhard Flexöder wird 1448 als Richter zu Paindlkofen bezeichnet. 1558 war der Landshuter Forstmeister Wolf von Asch Hofmarksherr. Spätere Besitzer der Hofmark Paindlkofen waren die Liegsalz, Lunghamer und im Konskriptionsjahr 1752 die Harscher. Mit Einwilligung des Schwiegervaters Dominicus von Harscher übernahm 1770 Johann Franz Michael von Hirneis die Hofmark. 1783 wurde sie von den Freiherrn von Gumppenberg gekauft. Joseph Joachim von Gumppenberg, der von seiner Mutter das Gut abgetreten erhielt, bildete nach den Bestimmungen des Gemeindeedikts von 1818 das Patrimonialgericht II. Klasse Paindlkofen, das bis zum Jahre 1848 bestand.
1852 hatte Paindlkofen 36 Familien, 181 Einwohner, ein Schloss und 33 Häuser. Das Gut wurde 1854 versteigert und das Schloss bald danach abgebrochen. Am 1. Januar 1977 wurde Paindlkofen im Zuge der Gebietsreform in Bayern der Marktgemeinde Ergoldsbach eingemeindet. Mit den Weilern und Einöden Stetten, Lernbeutel, Pechler, Roseneck und Ziegelhub umfasste die Gemeinde Paindlkofen bei der Eingliederung in den Markt Ergoldsbach eine Fläche von 6,0 km² und 167 Einwohner. Die Einwohnerzahl beträgt heute etwa 180 Einwohner. Das renovierte alte Schulhaus ist jetzt in Privatbesitz.

## Sehenswürdigkeiten
- Filialkirche St. Stephan. Die Rokoko-Anlage von 1772 enthält eine der ältesten spielbaren Orgeln Niederbayerns.

## Vereine
- Freiwillige Feuerwehr Paindlkofen. Sie wurde 1905 auf Verlangen des Bezirksamtes gegründet.
- Katholische Landjugendbewegung Paindlkofen. Sie entstand aus einer 1950 gegründeten Landjugendgruppe der Jungbauernschaft, die 1952 der Katholischen Landjugend beitrat.
- Landfrauen OV Paindlkofen
- Skiclub Paindlkofen